# Amparo I
Pour les articles homonymes, voir Amparo.
Amparo I (ou Amparo) est une localité de Sao Tomé-et-Principe située à l'est de l'île de São Tomé, dans le district de Cantagalo. C'est une ancienne roça.

## Population
Lors du recensement de 2012, 56 habitants y ont été dénombrés.

## Roça

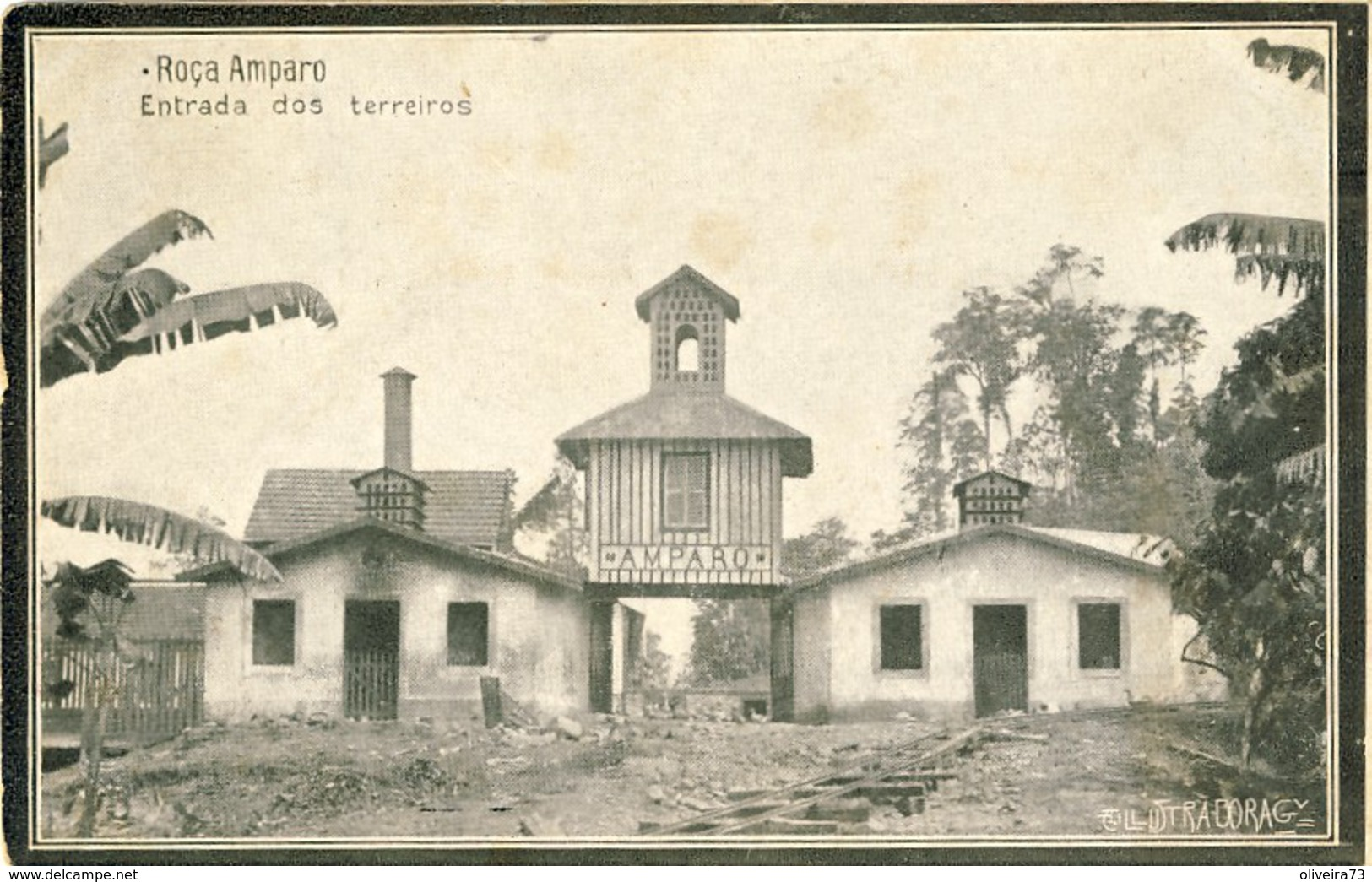
Roça Amparo I - Entrée de la cour

Le nom de la roça était inscrit en lettres capitales au-dessus du porche d'entrée. Les sanzalas (logements des travailleurs sont toujours visibles.